# Stemmer Imaging
Die Stemmer Imaging AG mit Sitz in München ist ein internationales Unternehmen im Bereich Bildverarbeitungstechnologie. Bildverarbeitung wird unter anderem in Automation und Fertigungstechnik, Automobilindustrie, Medizintechnik, Verpackungstechnik oder Lebensmitteltechnik als leistungsfähige und wirtschaftliche Methode der automatisierten optischen Prüfung eingesetzt.

## Geschichte
1987 erfolgte die Gründung der Stemmer Imaging GmbH durch Wilhelm Stemmer. Das Geschäftsmodell des Unternehmens beschränkte sich zunächst auf den Vertrieb von Komponenten für die Bildverarbeitung. Um die Verknüpfung der Hardware-Produkte verschiedener Hersteller zu optimieren, entwickelte Stemmer Imaging die hardwareunabhängige Software-Bibliothek Common Vision Blox (CVB), die 1997 vorgestellt wurde. Die Programmierbibliothek beinhaltet eine umfassende Werkzeugpalette, die unter anderem Themenbereiche wie Objekterkennung oder Oberflächeninspektion abdeckt.
Ab 2004 begann mit Niederlassungen in Großbritannien, Frankreich und der Schweiz die internationale Präsenz des Unternehmens.
2017 trat Wilhelm Stemmer aus dem Unternehmen aus und verkaufte die Stemmer Imaging GmbH an die AL-KO AG. 2018 erfolgte ein Börsengang. Die Münchner Beteiligungsholding Primepulse SE ist seit dem Börsengang Mehrheitsaktionärin bei Stemmer Imaging. Seit 2019 ist die Stemmer Imaging AG im Prime Standard der Frankfurter Wertpapierbörse gelistet. Das Unternehmen umfasst unter anderem Tochtergesellschaften in Brasilien, Dänemark, Finnland, Frankreich, Großbritannien, Italien, Mexiko, den Niederlanden, Österreich, Polen, Portugal, Schweden, der Schweiz, Spanien und den USA. Weitere Repräsentanzen beziehungsweise Vertriebspartner bestehen in Belgien und Irland.
2013 und 2016 erhielt das Unternehmen vom Bayerischen Wirtschaftsministerium die Auszeichnung Bayerns Best 50. 2019 wurde die Stemmer Imaging AG mit dem vom Europäischen Wirtschaftsforum e.V. ausgelobtem Bayerischen Mittelstandspreis ausgezeichnet.
2022 hat Stemmer Imaging die Charta der Vielfalt unterzeichnet, eine von der Bundesregierung unterstützte Initiative zur Förderung von Vielfalt in Unternehmen und Institutionen.
Das Unternehmen beschäftigt an seinen Standorten etwa 295 Mitarbeiter.

## Produkte
Stemmer Imaging vertreibt neben der hauseigenen Softwarebibliothek CVB weitere Produkte für die industrielle Bildverarbeitung:
- Kameras
- Industriekameras verschiedener Technologien und Hersteller
- Beleuchtungssysteme für industrielle Anwendungen
- Optiken und Objektive
- Bildverarbeitungssoftware
- Spezielle Bildverarbeitungsrechner und -systeme[9]